# DEM L-106
DEM L-106 – obszar H II oraz mgławica dyfuzyjna znajdująca się w Wielkim Obłoku Magellana, obserwowana w kierunku konstelacji Złotej Ryby w odległości około 160 000 lat świetlnych.
W środku tego obszaru znajduje się mgławica nazywana „Podwójną Bańką”. Jest ona oznaczona symbolem katalogowym N30B. Mgławica ta swoim kształtem przypomina orzeszek ziemny. Jasna gwiazda widoczna w górnej części zdjęcia wykonanego teleskopem Hubble'a to nadolbrzym Henize S22. Jej światło jest rozpraszane przez otaczający ją kokon. Znajduje się ona w odległości 25 lat świetlnych od mgławicy N30B. Obserwacje widma różnych części Podwójnej Bańki pozwoliły otrzymać widmo gwiazdy Henize S22 oglądane pod różnymi kątami. Obserwacje te pozwoliły na wyciągnięcie wniosku, że spektrum światła gwiazdy zależy od kierunku, z którego na nią patrzymy, co sugeruje istnienie wokół równika gwiazdy płaskiego dysku gazu.